# Ufficio per gli affari del disarmo
L'ufficio per gli affari del disarmo è un dicastero del Segretariato delle Nazioni Unite che si occupa delle politiche del disarmo.
Dal 1º maggio 2017 Sottosegretario generale e Alto rappresentante per gli affari del disarmo è la diplomatica giapponese Izumi Nakamitsu.

## Organizzazione
L'organizzazione comprende cinque dipartimenti che si occupano dei vari aspetti del disarmo:
- Il dipartimento per il supporto e il rispetto delle Conferenze sul disarmo.
- Il dipartimento sullo smantellamento delle armi di distruzione di massa.
- Il dipartimento sullo smantellamento delle armi convenzionali.
- Il dipartimento per i centri regionali per il disarmo:
  - Centro regionale delle nazioni unite per la pace ed il disarmo per l'Africa, in Africa a Lomé, Togo.
  - Centro regionale delle nazioni unite per la pace ed il disarmo per l'Asia ed il  Pacifico, a Katmandu, Nepal.
  - Centro regionale delle nazioni unite per la pace ed il disarmo per l'America Latina e i Caraibi, a Lima, Perù.
- Dipartimento per la sorveglianze e le informazioni sugli armamenti.